# سیارک ۴۲۶۹
سیارک ۴۲۶۹ (به انگلیسی: 4269 Bogado، نامگذاری:1974FN) چهار هزار و دویست و شصت و نهمین سیارک کشف شده‌است که در ۲۲ مارس ۱۹۷۴ کشف شد.